# لعنة تيبكانو

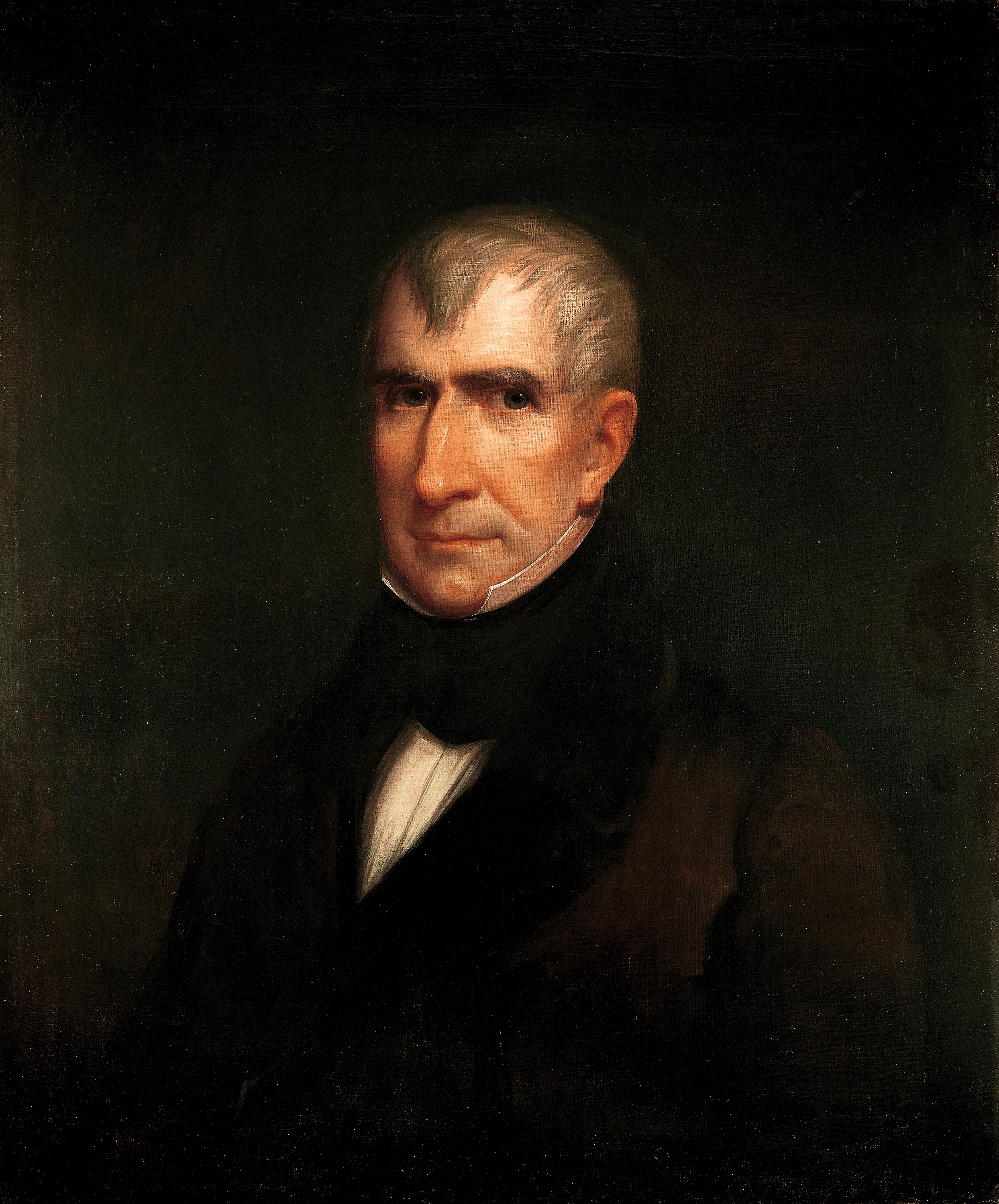
توفي ويليام هنري هاريسون، الملقب بـ "تيبكانو العجوز" ، بعد شهر واحد فقط من توليه منصبه في عام 1841. وفاته هي الأولى المنسوبة إلى لعنة تيبيكانوي.

لعنة تيبكانو (المعروفة أيضًا باسم لعنة تيكومسيه، أو لعنة العشرين عامًا  أو لعنة الصفر ) هي أسطورة حضرية  حول الوفيات في مناصب رؤساء الولايات المتحدة الذين تم انتخابهم في سنوات قابلة للقسمة على 20. وفقًا للأسطورة، فإن تينسكواتاوا، زعيم القبائل الأمريكية الأصلية التي هُزمت في عام 1811 في معركة تيبكانو على يد حملة عسكرية بقيادة ويليام هنري هاريسون، قد لعن "الآباء البيض العظماء".
منذ عام 1840، توفي ثمانية رؤساء أثناء توليهم مناصبهم. تم انتخاب سبعة منهم في سنوات قابلة للقسمة على 20: ويليام هنري هاريسون (1840)، أبراهام لينكولن (1860)، جيمس أ. جارفيلد (1880)، ويليام ماكينلي (1900)، وارن جي هاردينج (1920)، فرانكلين د. روزفلت (1940)، وجون ف. كينيدي (1960). لم يمت ثلاثة رؤساء سابقين انتُخبوا في السنوات المعنية أثناء توليهم مناصبهم: رونالد ريغان في عام 1980، وجورج بوش الابن في عام 2000، وجو بايدن في عام 2020.
يقول البعض أن نجاة ريغان من محاولة اغتياله أدت إلى كسر اللعنة.

## تاريخ
كان توماس جيفرسون، الذي انتخب في عام 1800، وجيمس مونرو، الذي انتخب في عام 1820، قد سبقا اللعنة المزعومة وعاشا فترة أطول من رئاستهما بـ 17 و 6 سنوات على التوالي. لم يكن أي منهما مستهدفًا من قبل قاتل. ومع ذلك، هناك مصادفة غريبة أن كلا الرجلين توفيا في الرابع من يوليو.
انتخب ويليام هنري هاريسون رئيسًا في عام 1840 وتوفي في عام 1841، بعد شهر واحد فقط من أدائه اليمين الدستورية. في حرب تيكومسيه، قام زعيم الشاوني تيكومسيه وشقيقه الأصغر تينسكواتاوا بتنظيم اتحاد من القبائل الهندية لمقاومة التوسع غربًا للولايات المتحدة. في معركة تيبكانو عام 1811، هزم هاريسون تينسكواتاوا وقواته، وأصبح حاكمًا لإقليم إنديانا. ولهذا السبب حصل هاريسون على لقب "تيبكانو العجوز".
في عامي 1931 و1948، ظهرت سلسلة كتب المعلومات العامة "صدق أو لا تصدق!" لريبلي. لاحظ النمط وأطلق عليه اسم "لعنة تيبكانو". قبل انتخابات عام 1940، نشر جون هيكس، وهو رسام كاريكاتيري من مجلة "غريب كما يبدو"، رسمًا كاريكاتيريًا بعنوان "لعنة على البيت الأبيض!"، زعم فيه أنه "خلال المئة عام الماضية، كل رئيس أمريكي انتُخب بفارق عشرين عامًا قد مات وهو في منصبه!" في فبراير 1960، أشار الصحفي إد كوتربا إلى أن "الرئيس القادم للولايات المتحدة سيواجه لعنة غريبة ظلت تلاحق كل رئيس تنفيذي انتُخب في عام انتهى بلا أي فوز لأكثر من قرن".  وقد تحققت نبوءتاهما بوفاة الرئيس المنتخب، بوفاة فرانكلين د. روزفلت عام 1945 واغتيال جون إف كينيدي عام 1963.
أول رواية مكتوبة تشير إلى مصدر اللعنة كانت مقالة كتبها لويد شيرر في عام 1980 في مجلة بريد.  يزعم  أنه عندما قُتل تيكومسيه في معركة لاحقة، ألقى تينسكواتاوا لعنة على هاريسون.
في عام 1980، عندما كان يترشح لإعادة انتخابه، سُئل الرئيس جيمي كارتر عن اللعنة في إحدى محطات حملته الانتخابية في دايتون، أوهايو، في الثاني من أكتوبر/تشرين الأول من ذلك العام، بينما كان يجيب على أسئلة من الجمهور. سأل طالب في المدرسة الثانوية كارتر عما إذا كان قلقًا بشأن "التنبؤات بوفاة الرئيس وهو في منصبه كل عشرين عامًا أو سنوات انتخابية تنتهي بالصفر". أجاب كارتر: "لقد رأيت هذه التنبؤات [...]. لست خائفًا. لو كنت أعلم أن ذلك سيحدث، لمضيت قدمًا وأصبحت رئيسًا وبذلت قصارى جهدي حتى آخر يوم في حياتي."  فشل في الفوز بولاية ثانية، لكنه أصبح لاحقًا أكبر رئيس سابق سنًا، حيث توفي عن عمر يناهز 100 عام في 29 ديسمبر 2024.
منذ اغتيال جون كينيدي في عام 1963، لم يمت أي رئيس أثناء توليه منصبه. تم إطلاق النار على رونالد ريغان وإصابته بجروح بعد شهرين من توليه منصبه عام 1981. بعد أيام من نجاة ريغان من إطلاق النار، كتب الكاتب جاك أندرسون مقالاً بعنوان "ريغان وعامل الصفر الغريب" في صحيفة ديلي إنتليجنسر، وأكد أن الرئيس الأربعين إما دحض الخرافة أو كان لديه تسع أرواح. وباعتباره الرجل الأكبر سناً الذي انتخب رئيساً في ذلك الوقت، نجا ريغان أيضاً من عملية جراحية في عام 1985. قيل إن السيدة الأولى نانسي ريغان استأجرت علماء نفس ومنجمين لمحاولة حماية زوجها من آثار اللعنة.   غادر ريغان منصبه في عام 1989 وتوفي في نهاية المطاف لأسباب طبيعية في عام 2004. كان عمره 93 عامًا، وقد عاش بعد فترة رئاسته لـ15 عامًا.
انتخب جورج دبليو بوش في عام 2000، وتمكن من البقاء في منصبه لمدة فترتين. في عام 2005، تم إلقاء قنبلة يدوية عليه ولكنها لم تنفجر.  غادر بوش منصبه في عام 2009 وهو على قيد الحياة الآن.
جو بايدن، الذي انتخب في عام 2020، خدم لفترة واحدة. وانتهت رئاسة بايدن دون وقوع حوادث، مما ألقى بظلال من الشك على صحة اللعنة المزعومة. غادر منصبه في عام 2025 وهو على قيد الحياة حاليًا.
كان الرئيس الوحيد من بين الرؤساء الثمانية الذين ماتوا في مناصبهم ولم يتم انتخابه في عام غطته اللعنة هو زكاري تايلور، الذي انتُخب في عام 1848، لكنه توفي في عام 1850، وهو العام الذي انتهى بالصفر.  وكما هو الحال مع ريغان وبوش، واجه العديد من الرؤساء خارج اللعنة محاولات اغتيال أو مشاكل طبية.

## الرؤساء المعنيون
| انتخب | الفترة  | الرئيس | الرئيس              | الوفاة                         | فترة الوفاة | سبب الوفاة                       |
| ----- | ------- | ------ | ------------------- | ------------------------------ | ----------- | -------------------------------- |
| 1840  | الأولى  |        | ويليام هنري هاريسون | April 4, 1841                  | الأولى      | التهاب رئوي                      |
| 1860  | الأولى  |        | أبراهام لينكولن     | April 15, 1865                 | الثانية     | اغتيال                           |
| 1880  | الأولى  |        | جيمس أ. غارفيلد     | September 19, 1881             | الأولى      | اغتيال                           |
| 1900  | الثانية |        | ويليام ماكينلي      | September 14, 1901             | Second      | اغتيال                           |
| 1920  | الأولى  |        | وارن ج. هاردينغ     | August 2, 1923                 | الأولى      | نوبة قلبية                       |
| 1940  | الثالثة |        | فرانكلين د. روزفلت  | April 12, 1945                 | الرابعة     | نزف مخي                          |
| 1960  | الأولى  |        | جون ف. كينيدي       | November 22, 1963              | الأولى      | اغتيال                           |
| 1980  | الأولى  |        | رونالد ريغان        | June 5, 2004 (لم يمت في منصبه) | -           | التهاب رئوي، مُضاعف بمرض الزهايمر |
| 2000  | الأولى  |        | جورج دبليو بوش      | حي (لم يمت في منصبه)           | -           | -                                |
| 2020  | الأولى  |        | جو بايدن            | حي (لم يمت في منصبه)           | -           | -                                |

## نقد
يصنف موقع سنوبس الادعاء القائل بأن "لعنة الموت تهدد رؤساء الولايات المتحدة المنتخبين في سنوات قابلة للقسمة بالتساوي على عشرين" على أنه أسطورة وحكاية شعبية غير موثقة لا تدعمها سجلات حقيقية عن لعن تيكومسيه "الآباء البيض العظماء" بعد هزيمته في تيبكانو.  أشارت مصادر متعددة إلى أن فشل اللعنة بعد عام 1960 كان بمثابة رفض للعبرة كتفسير للوفيات في السلطة.
وفقًا لتيموثي ريدموند من مجلة سكيبتيكال إنكوايرر، فإن اللعنة المفترضة تُظهر عددًا من المغالطات المنطقية، بما في ذلك الخلط بين الارتباط والسببية والانتقاء غير الصحيح وتحريك أعمدة المرمى. وبعبارات بسيطة، من بين العديد من الأنماط الغريبة غير المتوقعة، من المرجح أن يتحقق واحد على الأقل من تلك الأنماط الافتراضية.  يصنف موقع سنوبس اللعنة على مقياس التحقق من الحقائق باعتبارها "أسطورة"، وهو تصنيف يُمنح للادعاءات العامة للغاية أو التي لا يمكن إثباتها، وينفي أي تفسير خارق للطبيعة للعنة.
في عام 2009، سعى ستيف فريس من مجلة سلايت إلى إجراء مقابلات مع مؤرخين رئاسيين بارزين وخبراء أمنيين مثل مايكل بيشلوس ، ودوريس كيرنز جودوين، وريتشارد أ. كلارك، بشأن اللعنة المزعومة، لكن لم يرد أي منهم على مكالماته. أجاب مايكل إس. شيري، أستاذ التاريخ الأمريكي بجامعة نورث وسترن، "أشك في أن لدي أي شيء عميق لأقوله عن هذه الحقيقة على وجه الخصوص، على الرغم من غرابتها." 

## روابط خارجية
- الرئاسة الفانية: فيلم ووثائقي مؤسسة شابيل للمخطوطات
- كسر لعنة تيكومسيه
- لعنة تيبيكانوي على قناة سي-سبان
- لعنة تيكومسيه على indianapublicmedia.org